# Salteri de Mainz
El Salteri de Mainz (14 d'agost de 1457), també conegut com a Psalmorum codex o Psalterium, és considerat el primer llibre amb colofó i el segon llibre imprès amb tipografies mòbils de la història, ja que el primer fou la Bíblia de Gutenberg (Bíblia de 42 pàgines o Bíblia de Mazarino). Fou encarregat per l'arquebisbe de Magúncia a Johannes Fust (1400-1466) i Peter Schoeffer (1425-1503), els quals s'encarregaren de confeccionar-lo.

## Descripció
El 14 d'agost de 1457 Johann Fust conjuntament amb Peter Schöffer, antics companys de viatge de Gutenberg, es varen convertir en els responsables de la impremta, esdevenint la seva impremta en una de les més importants del món durant generacions. Tots dos van crear l'associació Fust & Schöffer, amb la qual van publicar El Salteri de Mainz o també conegut amb el nom de Saltiri Latinum. Aquest fou elaborat per encàrrec de l'arquebisbe de Magúncia (Mainz) i rep aquests nom a conseqüència de la ciutat a la qual anava dirigit. En l'època en què es va produir el llibre era el més estimat per la devoció clerical. El Salteri es va publicar de dues formes; una versió que consta de 143 fulls i una altra que consta de trenta-dues fulles addicionals que contenen l'Ofici dels difunts i altres oracions, totes dues impreses en pergamí, concretament en vitel·la.
Fou un llibre imprès amb molta textura i que es va fer de dues mides:
1. en vint línies per pàgina per als Salms (els quals estaven destinats a ús litúrgic per part de la diòcesi de Magúncia); pels Càntics i pel Credo.
2. en vint-i-quatre línies per pàgina per les Oracions i els temes litúrgics.

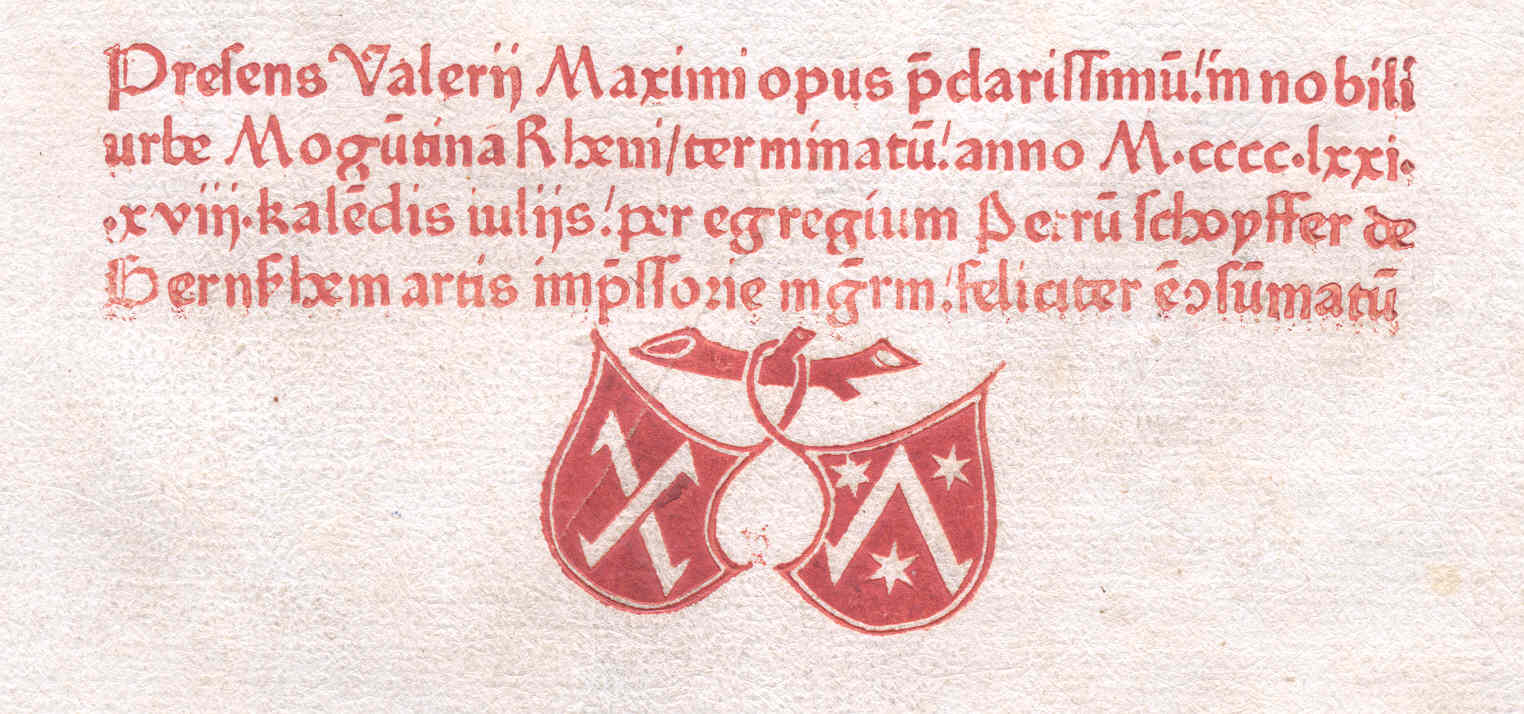
Colofó (Marca dels impressors; Johann Fust i Peter Schöffer) en el llibre Valerius Maximus de 1471.

Ambdós exemplars van ser impresos en pergamí en una columna per cada plana i no es té constància de cap còpia en altres materials; en ell aparegué per primer cop a la història la marca d'impremta i, amb ella, el colofó (anotació de dades sobre la publicació del llibre); la seva peculiaritat va ser la impressió en tres colors: el vermell, el porpra clar i el blau. Les zones en color es solien fer de manera separada a les habituals, però el Salteri de Schöffer fa la sensació que es va fer simultàniament perquè la impressió semblava perfeca. La impressió en dos colors doncs, encara que sigui factible per la premsa mòbil de l'època de Gutenberg (com ho il·lustra el Salteri de Mainz), va ser abandonada poc després per ser una tècnica massa lenta com alguns dels altres exemples del procés que encara són existents.

És un llibre que destaca dins la seva època per tres aspectes: primer de tot per ser el primer llibre imprès que inclou un colofó donant tant el nom de l'impressor, la data d'impressió i el lloc al peu d'impremta, és a dir a l'encapçalament inferior convertint-lo en el primer incunable imprès. Sobre el colofó del Salteri de Mainz cal comentar que es caracteritza per la tecnologia emprada en la seva producció i en aquest s'hi pot llegir la següent traducció que es basa en la següent anotació en llatí: «Per Iohannem fust Civem magnantium Et Petrum Schoofer de Gernszheim. Anno domini Millesimo. In vigilia Assumpcionis » :
« La còpia actual dels Salms, adornada amb la bellesa de les lletres majúscules, i suficientment marcada amb rúbriques, ha estat formada per una enginyosa invenció de la impressió i l'estampació sense l'ús de ploma i es va completar laboriosament, a través de la santedat de Déu, per Joachim Fust, ciutadà de Magúncia, i Peter Schoeffer de Gernsheim, a l'època d'assumpció de Nostre Senyor, l'any 1457. »
Altres edicions a part d'aquesta, van utilitzar el mateix tipus de colofó, aquestes es van imprimir el 1459 (el 29 d'agost), el 1490, el 1502 (última data de publicació de Schöffer) i el 1516.

Segon, per ser el primer treball a incorporar la impressió en color amb les lletres inicials impreses en vermell, porpra clar i blau. La impressió en color al Salteri de Mainz seguia un procés molt complex anomenat impressió en Compost; en aquest procés el tipus de metall de les lletres inicials es realitzen a partir de dues peces de metall o fusta que entrellaçades entre elles encaixaven com en un trencaclosques i, s'entintaven acuradament per separat. De fet, tal com va dir el 1900 Heinrich Wallau, que era mestre impressor, "la impressió s'hauria d'haver realitzat utilitzant làmines de metall gravades a les dues parts separades que encaixaven entre si." Aquestes lletres podien ser desmuntades per entintar per separat els colors, i després tornar a muntar-les i s'imprimien junts a partir d'un sol pas de premsa. Aquesta impressió requeria disposar de grans habilitats en l'elaboració del metall, i el procés d'entintat i impressió que eren més laborioses aconseguint d'aquesta manera que el Salteri de Mainz s' imprimís en dos colors. El text principal es va imprimir amb els gravats de fusta de dos colors barrejant dues tipografies (gòtica textura i uncial). 

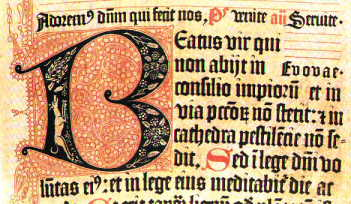
Exemple d'una de les lletres inicials del Salteri de Mainz en dos colors (vermell i negre)

Des que els dos gravats en fusta i la impremta mòbil van ser considerats processos de socors, es va observar que es podien imprimir conjuntament amb la mateixa premsa. El Salteri s'imprimia amb tintes negres i vermelles, les inicials de dos colors, i les caplletres, en canvi, en blau i vermell tot fent servir segells fabricats que imitaven l'escriptura cal·ligràfica. L'ornamentació d'aquestes inicials decorades és tan preciosa que les pàgines s'assemblen molt a les de un manuscrit il·luminat, que en aquella època, era l'efecte que els impressors volien aconseguir. Les inicials eren part del treball de l'artesà conegut com el mestre Fust, que més tard també treballaria per Fust & Schöffer per la Bíblia del 1462 (Bíblies de 36 i 42 línies fetes a mà). A l'hora de confeccionar el Salteri de Mainz es van utilitzar lletres de plom amb relleus que, a diferència dels de fusta, eren més resistents. Es realitzaven col·locant-les l'una al costat de l'altra sobre una vara de fusta, d'aquesta manera les línies quedaven ordenades en una caixa o graella que es pressionava sobre el paper mitjançant la premsa.
Després d'utilitzar el procés una vegada més pel Segon Salteri anomenat Psalterium Benedictinum, el qual també estava imprès en pergamí i amb caràcters gòtics més petits i va aparèixer el 1459, Fust i Schöffer van decidir tornar a la impressió convencional perquè no necessitava tanta elaboració. Segons Bamber Gascoigne, el procés d'impressió compost no va ser establert fins que es va aplicar a Anglaterra per tal d'evitar falsificacions de bitllets bancaris el segle xix.
I tercer i últim, per ser el primer llibre imprès en incloure música- dues línies de música en una plantilla de quatre línies. La partitura musical que acompanya els Salms va ser proporcionada en manuscrit, i es creu que pot haver estat el model per a l'estil de lletra.

## Còpies conservades
Actualment es coneixen tretze exemplars de l'edició del 1475, els quals s'esmenten a continuació i es divideixen en dos grans grups: els intactes i els que es troben fragmentats o danyats (perquè pocs exemplars van acabar sencers).

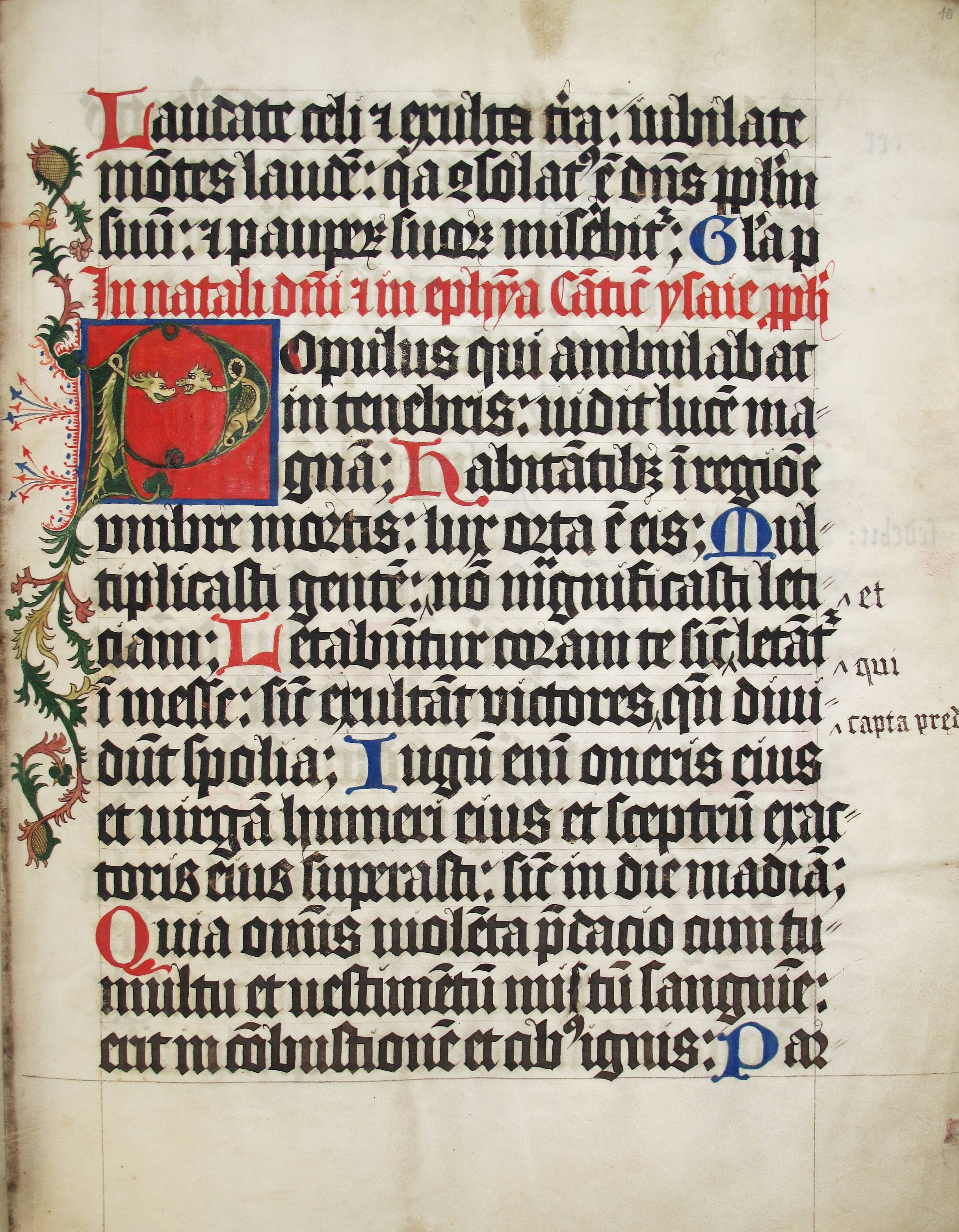
Una de les còpies conservades del Salteri de Mainz

Els exemplars que es mantenen intactes són a:
- La Biblioteca estatal i nacional de la Universitat de Dresden (The National State and University Library Dresden). Saquejat durant la Segona Guerra Mundial i retornat als Estats Units d'Amèrica l'any 1950.
- La Biblioteca John Rylans de Manchester (The John Rylans Library Manchester). Va ser comprat pel cinquè Eatl Spencer el 1829 i cap a principis va ser comprat pel segon Earl Spencer des del monestir de Rot an der Rot el 1798.
- La Biblioteca Estatal de Múnic.
- La Biblioteca Nacional de Viena.

Els exemplars danyats que podem trobar són a: 
- La Biblioteca Municipal d'Angers (Municipal Library, Angers), hi falten pàgines.
- La Biblioteca Estatal de Berlín (Berlin State Library), hi falta una pàgina.
- La Biblioteca Goodhart Bryn Mawr (Goodhart Library Bryn Mawr), l'exemplar està danyat.
- La Biblioteca Britànica de Londres (British Library, London) li manca el BI.
- La Biblioteca Nacional de París (Bibliothèque Nationale Paris), li manca el BI.
- La Biblioteca Reial de Windsor (Royal Windsor Library), li manca el BI i va ser adquirit per George II de la Universitat de Göttingen.
- La Biblioteca Pública i Universitària de Darmstadt (Darmstadt University and Public Library), l'exemplar té danys poc greus.
- La Biblioteca Nacional d'Àustria (Österreichischen Nationalbibliothek) té danys greus.
- La Biblioteca de Scheide de la Universitat de Princeton, Nova Jersey (Scheide Library, Princeton University, New Jersey) té danys lleus.

Cal esmentar que es troben al voltant de vint llocs diferents on hi ha fragments d'aquest llibre. Els dos exemplars en pergamí es troben a Dresden i a Viena hi són els més importants. Cal destacar que fa vuit anys, el Salteri de Mainz que es conserva a la Biblioteca Nacional d'Àustria (patrimoni d'Arnold Schönberg), va ser registrat com a Patrimoni de la Humanitat per la UNESCO en el document anomenat "Memòria del Món" creat el 2007 i que, actualment, ja compta amb més de 238 elements inscrits.
Tot i els exemplars que es poden trobar sencers, s'ha d'aclarir que l'única còpia completa, amb les 175 pàgines, es conserva a Österreichischen Nationalbibliothek, Viena. Aquesta còpia és també l'única que inclou, en el seu full de colofó, la marca de la primera impressora: els dos escuts de Fust i Schöffer que pengen d'una branca, el primer dels quals fou inscrit amb la lletra grega X amb referència a Crist, i el segon inscrit amb la lletra grega Λ per paraula. Cap de les altres còpies existents del Salteri del 1475 inclou aquesta marca. No és clar si l'original es va publicar amb algunes marques o si es van afegir a les fulles de colofó que no s'havien venut, a una data posterior després que l'edició ja s'hagués distribuït.

## Curiositats
- Per realitzar uns 180 exemplars s'estima que es necessitaven vint empleats.[14]
- El Salteri de Mainz va ser el primer llibre imprès amb una data concreta i considerat extraordinari per la bellesa de la combinació de les seves lletres majúscules i l'utilitzat joc de colors.[15]
- El Salteri de Mainz és el llibre més antic de text imprès amb una decoració a colors i el primer llibre plenament produït per mètodes mecanitzats.
- En el colofó hi ha la primera errata de la història en un llibre imprès, a la primera línia posa Spalmorum en contes de Psalmorum, corregida en l'edició de 1459.[16]